# کارایی آشکارسازی کوانتمی
کارایی آشکارسازی کوانتمی (Detective quantum efficiency) یک کمیت در فیزیک پزشکی و علوم تصویری است که با DQE نشان داده می‌شود.
کارایی آشکارسازی کوانتمی یک سیستم تصویر برداری، خصوصیت بسیار مفید سیستم‌هایی همانند سیستم‌های تصویربرداری اشعه ایکس است که برای توصیف عملکرد کلی نسبت سیگنال به نویز (SNR) سیستم بکار میرود. از لحاظ مفهومی، DQE می‌تواند از طریق نسبت SNR۲ خروجی سیستم به SNR۲ ورودی سیگنال به سیستم تعریف شود. یعنی:
{\displaystyle \mathrm {DQE} (u)={\frac {\mathrm {SNR} _{out}^{2}(u)}{\mathrm {SNR} _{in}^{2}(u)}}.}
که بیان می‌کند که چگونه یک سیستم تصویربرداری می‌تواند سیگنال را پردازش کند.